# Heinrich Brockhaus

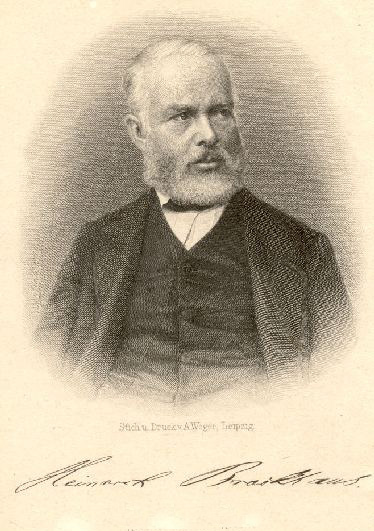
Heinrich Brockhaus

Heinrich Brockhaus (* 4. Februar 1804 in Amsterdam; † 15. November 1874 in Leipzig) war ein deutscher Buchhändler, Verleger und liberaler Politiker.

## Leben und Wirken
Er war ein Sohn des Verlagsgründers Friedrich Arnold Brockhaus. Obwohl er nach seinem Aufenthalt in der renommierten Erziehungsanstalt für Knaben von Carl Lang auf dem Lößnitz-Schloss Wackerbarths Ruh’, teilweise zusammen mit seinem jüngeren Bruder Hermann, keine höhere Schulbildung erhielt, zeigte Brockhaus bereits in jungen Jahren ein überdurchschnittliches Interesse für Literatur und Begabung für moderne Sprachen. Bereits mit fünfzehn Jahren wurde er im väterlichen Verlag tätig, ohne zuvor die üblichen Wanderjahre zu unternehmen. Als der Vater starb, übernahm Brockhaus mit nur zwanzig Jahren die Leitung des Verlags F. A. Brockhaus.
Anfangs leitete er den Verlag zusammen mit seinem Bruder Friedrich. Später führte Heinrich Brockhaus ihn allein, ehe er ab 1854 die Verantwortung mit seinem Sohn Eduard teilte. Unter der Leitung von Heinrich Brockhaus wuchs das Unternehmen und seine Bedeutung nahm weiter zu. Brockhaus kaufte 1831 den traditionsreichen, bis ins 17. Jahrhundert zurückreichenden Verlag Johann Friedrich Gleditsch. Inhaltlich deckte der Verlag annähernd alle Wissensgebiete ab. Neben Literatur verlegte Brockhaus ab 1837 die Leipziger Allgemeine Zeitung, später umbenannt in Deutsche Allgemeine Zeitung. Der Verlag expandierte international durch Filialen etwa in Paris, Wien, Paris, aber auch in Übersee.
Brockhaus bildete sich zeit seines Lebens autodidaktisch, aber systematisch weiter. Dazu gehörten lange Reisen durch ganz Europa, in den Nahen Osten und nach Nordafrika. Neben der Erweiterung seiner Kenntnisse nutzte er die Reisen auch zur Pflege und zum Ausbau geschäftlicher Kontakte.
Über seine engere verlegerische Tätigkeit hinaus beteiligte sich Brockhaus in verschiedenen Gremien an der buchhändlerischen Interessenvertretung und engagierte sich insbesondere im Bereich des Urheberrechts. Er war Mitbegründer des Leipziger Kunstvereins.
Brockhaus war über viele Jahre Mitglied im Leipziger Stadtparlament, auch dem sächsischen Landtag gehörte er an. 1848 war Brockhaus Mitglied des Frankfurter Vorparlaments. Später gehörte er zu den Mitbegründern des Deutschen Nationalvereins.
Heinrichs älterer Bruder Friedrich heiratete Richard Wagners Schwester Luise Konstanze im Jahre 1828 und sein jüngerer Bruder Hermann vermählte sich 1836 mit Ottilie Wilhelmine Wagner, einer weiteren Schwester des Komponisten. So wurde Heinrich Brockhaus Wagners „zweifacher“ Schwager, dessen Bibliothek (so genannte „Dresdner Bibliothek“) er als Sicherheit für Geldschulden des Komponisten zurückhielt, nachdem Wagner 1849 aus Dresden geflohen war.
Im Jahr 1872 wurde er zum Ehrenbürger in Leipzig ernannt. Er wurde im Erbbegräbnis der Familie Brockhaus in der IV. Abteilung des Neuen Johannisfriedhofs beerdigt.

## Schriften
- Tagebücher. Band 1: Italien, Spanien und Portugal 1834 bis 1872. Hrsg. von Volker Titel. 2. Auflage. Filos, Erlangen 2005, ISBN 3-938498-10-2.
- Tagebücher. Band 2: Deutschland 1821 bis 1874. Hrsg. von Volker Titel. Filos, Erlangen 2004, ISBN 3-9808983-2-6.
- Tagebücher. Band 3: Reisen im Orient 1857 bis 1858. Hrsg. von Hartmut Bobzin und Jens Kutscher. Filos, Erlangen 2005, ISBN 3-9808983-6-9.
- Tagebücher. Band 4: Frankreich, Andorra, Baskenland 1829 bis 1868. Hrsg. von Astrid Melzer. Filos, Nürnberg 2017, ISBN 978-3-938498-32-3.
- Tagebücher. Band 5: Island 1867. Hrsg. von Jon Madsen. Filos, Nürnberg 2018, ISBN 978-3-938498-33-0.